# Maculinea ligurica
Maculinea ligurica är en fjärilsart som beskrevs av Wagner 1904. Maculinea ligurica ingår i släktet Maculinea och familjen juvelvingar. Inga underarter finns listade i Catalogue of Life.